# Anna Fucking Molnar
Anna Fucking Molnar (auch: Komplett von der Rolle) ist ein österreichischer Spielfilm aus dem Jahr 2017. Regie führte Sabine Derflinger, das Drehbuch stammt von Ursula Wolschlager und Nina Proll, die auch die Titelrolle Anna spielt und mit diesem Film ihr Debüt als Drehbuchautorin gab. Die Premiere erfolgte beim Filmfestival Kitzbühel am 25. August 2017, der Kinostart erfolgte in Österreich am 24. November 2017.

## Handlung
Anna Molnar ist eine exzentrische Schauspielerin, die in einer Krise steckt. Sie befindet sich am Tiefpunkt ihrer Karriere. Der vermeintliche Mann ihres Lebens, ihr Lebensgefährte und „Theaterdirektor“ Laszlo, betrügt sie am Tag ihrer Premiere in der Garderobe mit einer Schauspielkollegin. Anna sieht in dieser Situation nur Alkohol und Pillen als Lösung, in der Folge schläft sie während der Vorstellung ein, diese muss ihretwegen abgebrochen werden. Mit dem feschen Feuerwehrmann Christian tritt ein neuer Mann in Annas Leben. Er verfolgte das Premierendebakel in seiner Funktion als Brandschutzbeauftragter von der Seitenbühne aus mit. Christian bringt die halb komatöse Schauspielerin ins Krankenhaus, wo Anna auf den etwas merkwürdigen Arzt Dr. Martin trifft.
Am Tag darauf setzt Laszlo sie vor die Türe, sie sieht sich aufgrund ihrer Schulden gezwungen, wieder bei ihrem sexsüchtigen Vater Wolf einzuziehen, der seine Frau Barbara betrügt. Nach dem beruflichen und privaten Absturz versucht Anna wieder auf die Beine zu kommen und sucht dringend irgendeinen Job, etwa als Zauberassistentin oder beim Fernsehen. Feuerwehrmann Christian hat es ihr zwar angetan, aber irgendwie will es nicht so richtig zwischen den beiden klappen, zumal sie aus unterschiedlichen Lebenswelten kommen und Christian ebenfalls private Probleme hat. So will seine Nochehefrau Monika ihm das Sorgerecht für die gemeinsame Tochter wegnehmen.
Nach der Insolvenz von Wolfs Firma kündigt seine Frau Barbara an, sich scheiden zu lassen. Aufgrund einer Operation wegen eines Tumors am Hoden revidiert sie jedoch ihre Entscheidung. Eines Tages erscheint Monika in der Feuerwehrzentrale und kündigt Christian an, sich doch nicht scheiden lassen zu wollen. Christian möchte jedoch nicht mehr mit ihr zusammen sein. Nach der Veröffentlichung eines Fernsehfilmes mit Anna in der Hauptrolle kann sie Laszlo ihre Schulden zurückzahlen, für die Kosten, die ihm durch die entfallene Vorstellung entstanden sind. Anna kehrt auf Bitte von Laszlo als Schauspielerin ans Theater in der Josefstadt zurück. Christian lässt sich scheiden, Anna und er werden endgültig ein Paar.

## Produktion

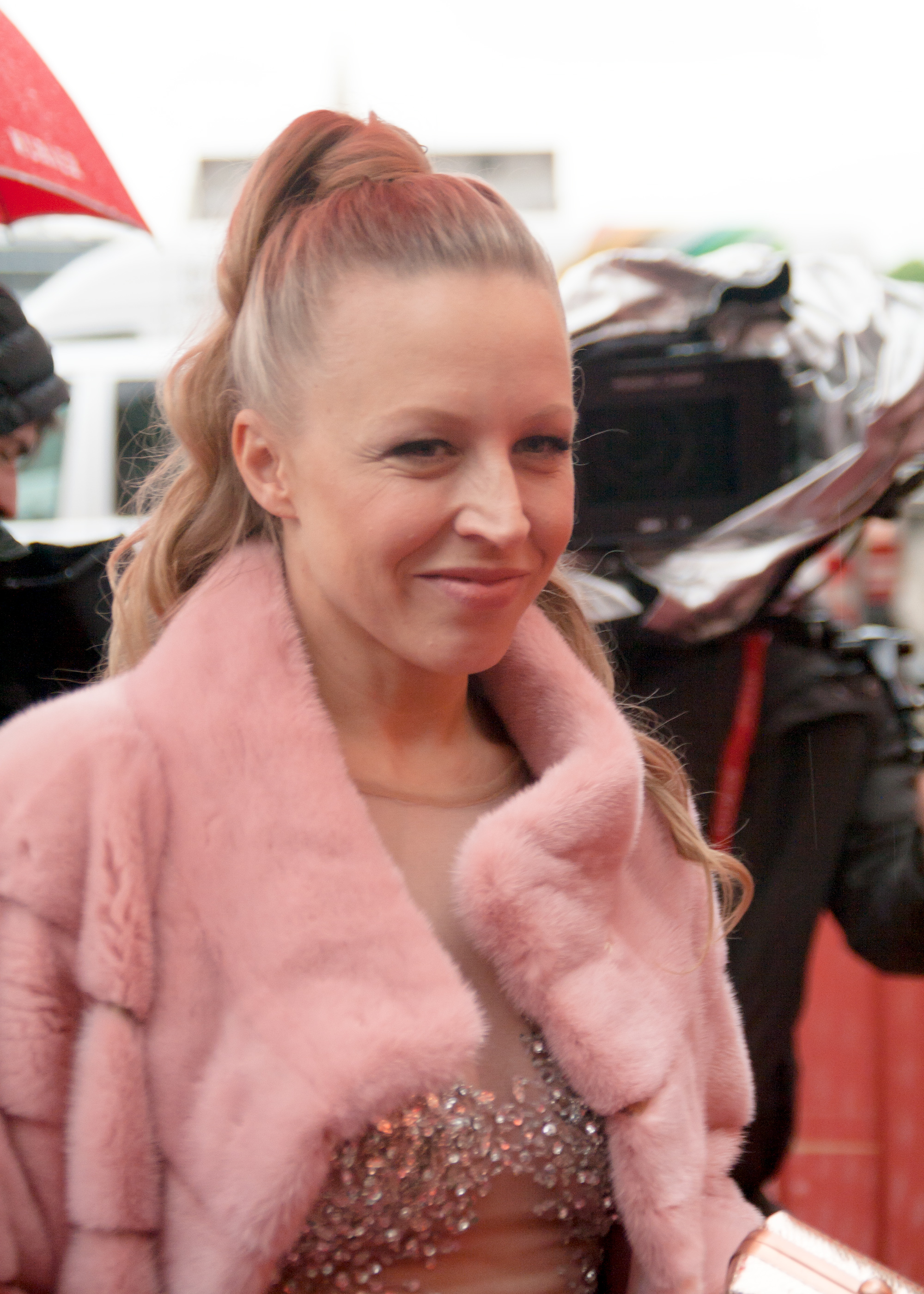
Nina Proll, Red Carpet mit Dreharbeiten bei der Romy-Verleihung 2017

Die Hauptdreharbeiten fanden von 4. Juli bis 13. August 2016 statt, gedreht wurde in Wien und Niederösterreich, Drehorte waren unter anderem Klosterneuburg, Mödling und Schwechat. Außerdem wurde auch im April 2017 im Umfeld des österreichischen Film- und Fernsehpreises Romy im Rahmen der Romyverleihung 2017 in der Wiener Hofburg gedreht.
Unterstützt wurde der Film vom Österreichischen Filminstitut, dem Filmfonds Wien, dem Land Niederösterreich sowie Filmstandort Austria, beteiligt war der Österreichische Rundfunk. Produziert wurde der Film von Novotny & Novotny Film, Koproduzenten waren MR Film und Witcraft Szenario.
Für den Ton zeichnete Dietmar Zuson verantwortlich, für das Kostümbild Erika Navas, für das Szenenbild Ina Peichl und für die Maske Tünde Kiss-Benke.
Der Titelsong „Gib mir das“ wurde ebenfalls von Nina Proll gesungen.

## Rezeption
Magdalena Miedl schrieb in den Salzburger Nachrichten, dass es ein warmherziger und witziger Film sei, „der die Grenze zwischen willkommener Anmache und erniedrigendem Übergriff im Unterschied zur Autorin ganz genau versteht“. Sie lobte die Mitglieder des Ensembles, die „mit Spielfreude und Gespür für Komödie in teils unmöglichen Akzenten“ ihr Bestes gäben. Die Tiroler Tageszeitung meinte, dass Sabine Derflinger mit ihrem Film nach Nina Prolls Drehbuch nur auf den ersten Blick einen Film zur #MeToodebatte liefern würde.
ORF.at, die Onlineplattform des Österreichischen Rundfunks, bezeichnete den Film als ‚Flirtkomödie‘, die als ernstzunehmender Beitrag zur virulenten Geschlechterdebatte nicht tauge: „Stimmig ist das Porträt der lebens- und liebeshungrigen Schauspielerin (...) nicht geraten - was Prolls aktuelle Einmischung in die „#MeToo“-Debatte nur umso augenfälliger macht.“
Katrin Nussmayr bezeichnete den Film in der Tageszeitung Die Presse als platte Klamotte, die unverblümt und bewusst sexistisch sei. Dem „typisch maskulin-sexualisierten Blick auf den weiblichen Körper“ würde eine weibliche Sicht entgegengesetzt, die „genauso plump und objektifizierend ist“ und in einer Parade strippender Feuerwehrkalender-Pin-up-Boys im dampfenden Nachtklub gipfelt. Inmitten von Klischees und platten Dialogen würden aber immerhin einige Darsteller erfreuen, etwa Robert Palfrader und Markus Schleinzer. Auf der Online-Plattform der Tageszeitung Der Standard wird der Film als „handwerklich schleißig seinen derben Schmäh ausstellend“ kritisiert.